# 高浜市立高取小学校
高浜市立高取小学校（たかはましりつたかとりしょうがっこう）は、愛知県高浜市本郷町6丁目6番地1にある公立小学校である。
1987年（昭和62年）の児童数は609人だったが、平成になって市街化整備事業が進展して他地区/他自治体からの転居者が増えたため、1997年（平成9年）の児童数は724人となった。1992年（平成4年）10月には歴代校長や地域の公職者を招いて開校100周年祭を開催した。

## 沿革
- 1892年（明治25年）9月26日 - 碧海郡高取村に碧海郡尋常小学高取学校として開校。
- 1901年（明治34年）4月1日 - 碧海郡高取尋常高等小学校と改称。
- 1907年（明治40年）4月1日 - 碧海郡高取尋常小学校と改称。
- 1941年（昭和16年）4月1日 - 高浜町立高取国民学校に改称。
- 1947年（昭和22年）5月23日 - 高浜町立高取小学校に改称。
- 1954年（昭和29年） - 校歌制定。
- 1970年（昭和45年）12月1日 - 高浜市立高取小学校に改称。
- 1992年（平成4年）10月 - 開校100周年祭[1]。

## 教育目標
心豊かで、たくましく、実践力のある子供を育てる

―深く考える子　あたたかみがある子　がんばりのきく子―

## 学校行事
| - 4月 入学式・PTA総会・春の遠足 - 5月 家庭訪問・1年生と仲良くする会 - 6月 修学旅行・土曜学級 | - 7月 懇談会・緑の学校 - 8月 プール開放・クリーン大作戦・サマースクール - 9月 運動会 | - 10月 秋の遠足・前期終業式・後期始業式 - 11月 学芸会 - 12月 かけ足大会・懇談会 | - 1月 書き初め会 - 2月 新1年生1日入学 - 3月 6年生を送る会・卒業式・修了式 |

## 通学区域
- 高浜市
  - 本郷町 一丁目、二丁目、三丁目、四丁目、五丁目、六丁目
  - 清水町 一丁目、二丁目、三丁目、四丁目、五丁目、六丁目
  - 向山町 一丁目、二丁目、三丁目、四丁目、五丁目、六丁目
  - 論地町 一丁目、二丁目、三丁目、四丁目、五丁目

## 進学先中学校
- 高浜市立高浜中学校（本郷町・清水町）
- 高浜市立南中学校（向山町・論地町）